# Monzingen
Monzingen is een plaats in de Duitse deelstaat Rijnland-Palts, en maakt deel uit van de Landkreis Bad Kreuznach.
Monzingen telt 1.571 inwoners.

## Bestuur
De plaats is een Ortsgemeinde en maakt deel uit van de Verbandsgemeinde Bad Sobernheim. De plaats heeft een gemeenteraad met 16 leden. In 2019 is Klaus Stein als burgemeester verkozen.

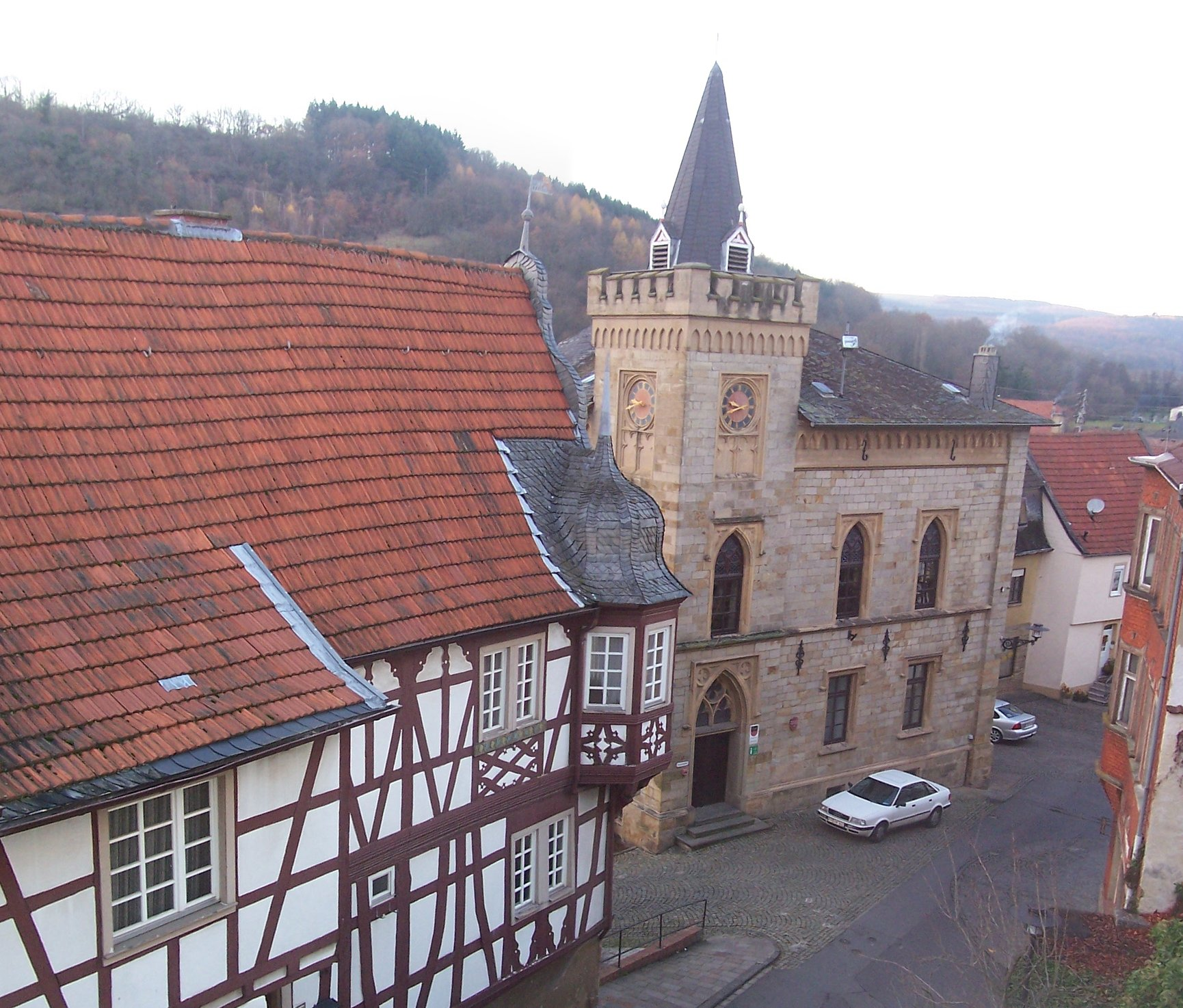
Het stadhuis van Monzingen